# Velký hladomor 1315–1317

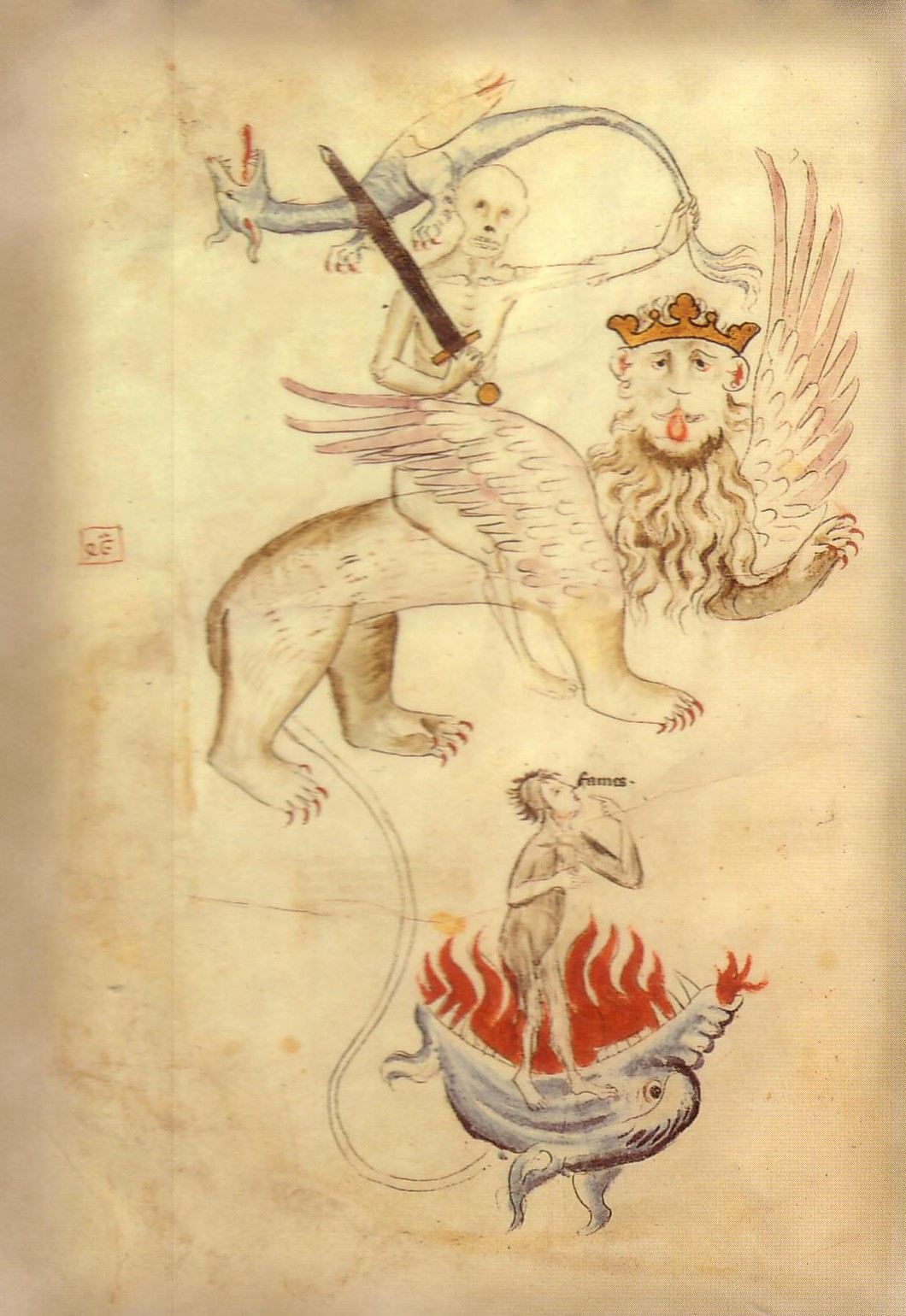
Výjev z Apokalypsy v Biblia Pauperum, iluminované v Erfurtu přibližně v době Velkého hladomoru. Smrt sedí na hřbetu mantikory, jejíž dlouhý ocas končí ohnivým chřtánem (zpodobnění Pekla). V plamenech stojí postava Hladu, ukazujícího na svá nenasytná ústa

Velký hladomor v letech 1315–1317 (též zvaný Velký hlad, někdy datovaný lety 1315–1322) byl první ze řady dalekosáhlých krizí, které počátkem 14. století zasáhly Evropu. Postihl především severní a západní Evropu, rozšířil se až po Rusko na východě a Itálii na jihu a zasáhl také české země. Několikaletý hladomor způsobil smrt milionů lidí a označoval konec období růstu a prosperity trvajícího od 11. do 13. století. Je považován za nejhorší hladomor evropského středověku.
Velký hladomor začal špatným počasím na jaře 1315. Neúroda pokračovala i během následujícího roku až do letní sklizně v roce 1317 a Evropa se plně nezotavila až do roku 1322. Období bylo poznamenáno extrémní úrovní zločinu, nemocí, hromadných úmrtí a dokonce kanibalismem a infanticidou. Krize měla vážné důsledky pro církev, státy, evropskou společnost a pro budoucí katastrofy, které následovaly ve 14. století.

## Pozadí
Hladomory nebyly ve středověké Evropě ničím výjimečným. Například ve Francii se během čtrnáctého století vyskytly lokální hladomory v letech 1304, 1305, 1310, 1315–1317 (Velký hladomor), 1330–34, 1349–51, 1358–60, 1371, 1374–75 a 1390. V Anglii, nejvíce prosperujícím království postiženém Velkým hladomorem, nastaly další hladomory v letech 1321, 1351 a 1369. Většina lidí často trpěla nedostatkem jídla a život byl relativně krátkým a brutálním bojem o přežití do stáří. Oficiální záznamy o anglické královské rodině, této nejblahobytnější vrstvě, uvádějí střední délku života jejích členů v roce 1276 na 35,28 let. Mezi 1301 a 1325, během Velkého hladomoru, to bylo 29,84 let, zatímco mezi 1348 a 1375, během morové epidemie, to bylo pouze 17,33 let. V Českém království lze do poloviny 14. století v kronikách nalézt devět výslovně zmiňovaných hladomorů, a to v letech 1043, 1126, 1252, 1263, 1281–1282, 1305–1306, 1307, 1312 a 1316–1318. Kromě toho jsou uváděny časté neúrody, úhyny dobytka, krupobití a další pohromy.
Během středověkého klimatického optima (období před rokem 1300) populace Evropy oproti dřívějším dobám explozivně vzrostla a dosáhla úrovní, které nebyly v některých oblastech znovu dosaženy až do devatenáctého století – některé oblasti francouzského venkova jsou dodnes méně zalidněné než na začátku čtrnáctého století. Výnosy pšenice, vyjádřené poměrem počtu semen ke konzumaci a počtu nutného osiva, však po roce 1280 klesaly a ceny potravin stoupaly. V případě dobré sklizně mohl být uvedený poměr až 7:1, ale v nepříznivých letech mohl klesnout až na 2:1 – to znamená, že z každého zasetého semena se sklidily dvě, jedno muselo zůstat jako osivo na další rok a jedno se mohlo konzumovat. Pro srovnání, moderní zemědělství dosahuje výnosů 30:1 nebo více.
Počátek Velkého hladomoru se shodoval s koncem středověkého klimatického optima. V letech 1310 až 1330 zaznamenala severní Evropa nejhorší a nejtrvalejší období nepříznivého počasí v celém středověku, vyznačující se tuhými zimami a chladnými, deštivými léty. Příčinou Velkého hladomoru mohla být sopečná událost, snad vulkánu Tarawera na Novém Zélandu, trvající asi pět let.
Měnící se charakter klimatu, neschopnost středověkých vládnoucích systémů účinně řešit krize a úrovně populace na historickém maximu znamenaly, že případný výpadek produkce potravin byl prakticky nezvladatelný.

## Hladomor

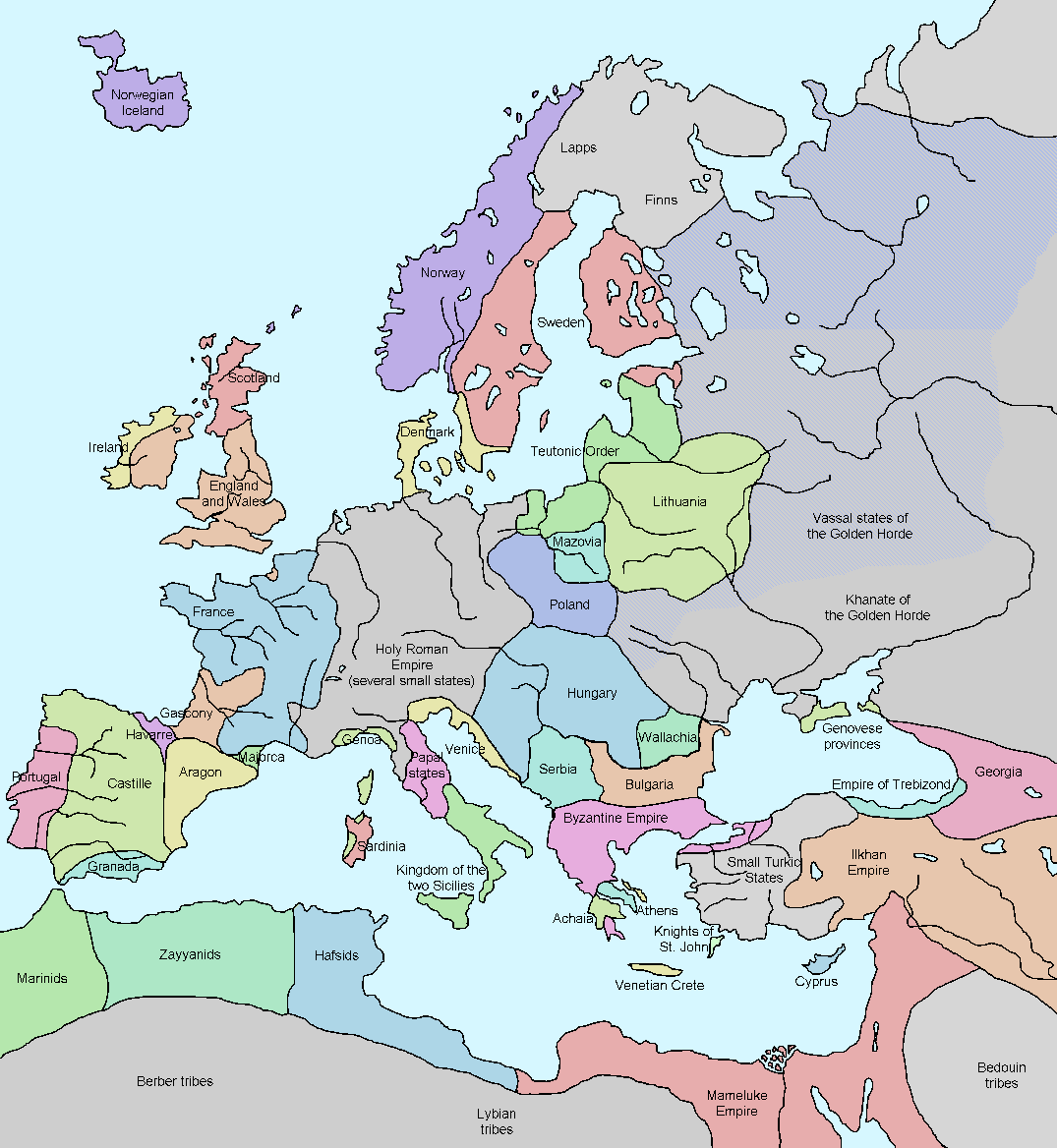
Evropa v roce 1328

Na jaře 1315 začal ve většině Evropy neobvykle vytrvalý déšť. Pršelo celé jaro a léto a teploty zůstávaly nízké. Za těchto podmínek obilí nemohlo dozrát, což vedlo k rozsáhlým neúrodám. Zrní se muselo skladovat doma v nádobách, aby nenavlhlo. Slámu a seno nešlo usušit, takže pro dobytek nebylo krmivo. Ceny potravin začaly stoupat; v Anglii se mezi jarem a létem 1315 zdvojnásobily. V Lotrinsku vzrostly ceny pšenice o 320 %, čímž se pro rolníky stal chleba nedostupným. Nouzové zásoby obilí pro dlouhodobé mimořádné události byly omezeny na královskou rodinu, šlechtu, bohaté obchodníky a církev. Přelidnění vytvářelo velký tlak na výkonnost zemědělství. Dokonce i jen podprůměrné sklizně měly za následek hladovění některých částí populace; v případě neúrody se stala situace neřešitelnou. Lidé začali sbírat jedlé kořínky, rostliny, trávu, ořechy a kůru lesních stromů.
Rozsah hladomoru popisuje řada zdokumentovaných událostí. Anglický král Eduard II. se 10. srpna 1315 zastavil ve městě St Albans a měl potíže najít zde chléb pro sebe a svůj doprovod; byl to ojedinělý případ, kdy se anglický král nemohl najíst. Francouzi pod vedením Ludvíka X. se pokusili napadnout Flandry, ale jejich armáda uvázla v promáčených polích nizozemské nížiny. Vojsko muselo ustoupit a pálit své zásoby tam, kde je nechalo, neschopno je odnést s sebou.
Na jaře 1316 opět padal déšť na hlavy obyvatel Evropy, vysílené a bez zásob. Postiženy byly všechny vrstvy společnosti, především však rolníci, kteří představovali 95 % populace a kteří neměli žádné zásoby potravin. Pro zmírnění naléhavých potřeb lidé obětovali svou budoucnost porážkou tažných zvířat, konzumací zásob osiva, opouštěním dětí a ponecháním je svému osudu (odrazem toho je příběh „Jeníčka a Mařenky“). Staří lidé si dobrovolně odpírali jídlo, aby mladší generace mohla přežít. Kronikáři té doby uvádějí mnoho případů kanibalismu, ačkoliv přiznávají, že „nelze s jistotou říci, zda tyto zvěsti nejsou pouhými fámami“.
Na jaře 1317 vlhké počasí pokračovalo a hladomor vrcholil. Konečně toho léta se počasí vrátilo k normálu. Tou dobou však již lidé byli natolik oslabení chorobami, jako pneumonie, bronchitida a tuberkulóza, a tolik osiva bylo snědeno, že až do roku 1325 trvalo, než se produkce potravin vrátila na relativně normální úroveň a populace začala znovu růst. Počet obětí je předmětem debat historiků, ale odhaduje se, že mnoho měst a vesnic přišlo o 10–25 % obyvatel. Ačkoli pozdější epidemie moru v letech 1347–1351 zabila více lidí, z postižených oblastí ustoupila během několika měsíců, zatímco Velký hladomor trval celé roky a prodlužoval tak utrpení obyvatelstva.
Velký hladomor postihl především severozápadní Evropu, včetně Britských ostrovů, severní Francie, Nizozemí, Skandinávie, Německa a západního Polska. Zasáhl také některé pobaltské státy s výjimkou nejvýchodnějšího Pobaltí, postiženého pouze nepřímo. Projevil se také v českých zemích. Ušetřeny byly oblasti jižně od Alp a Pyrenejí.

### České země
| Od prvotního osazení království českého, jak tvrdí všichni, až do nynější doby, totiž léta Páně 1318, do dne Zvěstování páně (25. března), kterého toto píši, nebylo horšího stavu v tomto království, neboť nikdo z nás už nenaříká, jako by měl něco ztratit, ale jako by už byl nadobro zbaven života i všeho, co kdy měl. …kolik lidí se už stává ubožáky pro takový obecný rozvrat. Z jedné strany trápí lid nejkrutější neúroda přítomné doby, z druhé strany velice trýznivě ubližuje lidem a mučí je nesvornost, macecha života. |
| Petra Žitavského Kronika |

Velký hladomor v českých zemích reflektují kronikáři Petr Žitavský a Dalimil. Žitavský popisuje kopání masových hrobů pro desítky tisíc mrtvých, úhyn dobytka, tuhou zimu roku 1317, kdy v Praze zamrzla Vltava a případy kanibalismu. Ty uvádí také Dalimilova kronika, ačkoliv pouze z doslechu.

## Důsledky
Velký hladomor je významný nejen počtem obětí, geografickým rozsahem postižených oblastí a délkou svého trvání, ale také svými trvalými společenskými důsledky.

### Církev
Pro tehdejší společnost tvořilo náboženství poslední útočiště pro řešení téměř všech problémů. Jedinou tolerovanou křesťanskou vírou zde byl římský katolicismus (kromě hladomorem zasažených částí Pobaltí, obývaných pravoslavnými křesťany). Zdálo se však, že žádné množství modliteb nepomáhá vyřešit základní příčiny hladomoru. Toto zklamání podkopalo institucionální autoritu římskokatolické církve a pomohlo položit základy pozdějších hnutí, považovaných římskokatolickou církví za kacířská, protože oponovala papežství a vinu za domnělé selhání modliteb přičítala zkorumpovanosti a věroučným pochybením samotné římskokatolické církve.

### Kultura
Již před hladomorem trpěla středověká Evropa čtrnáctého století vysokou mírou násilí ve společnosti a dokonce i činy tehdy trestané smrtí, jako je znásilnění a vražda, byly ve srovnání s moderní dobou prokazatelně mnohem běžnější (zejména v poměru k počtu obyvatel).
Velký hladomor vedl k prudkému nárůstu kriminality, a to i u dříve spořádaných vrstev, protože lidé se uchylovali k jakýmkoliv způsobům, aby nakrmili sebe nebo svou rodinu.Po několik následujících desetiletí po hladomoru se evropská společnost stala tvrdší a násilnější; Evropa byla ještě méně pohostinným místem než během dvanáctého a třináctého století. To se projevilo ve všech vrstvách společnosti, snad nejvýrazněji ve způsobu válčení během stoleté války. Skončilo období rytířství, charakterizující dvanácté a třinácté století, kdy šlechtici častěji umírali následkem nehod při turnajích než na bitevním poli.
Hladomor také podkopal důvěru v tehdejší vládnoucí systémy, kvůli jejich neschopnosti účinně se vypořádat s krizí.

### Populace
Velký hladomor byl jasnou tečkou za obdobím bezprecedentního růstu populace, započatým kolem roku 1050. Přestože podle názoru některých badatelů populační růst tehdy již několik desetiletí zpomaloval, hladomor vysoký přírůstek obyvatel bezpochyby ukončil. Velký hladomor měl závažné důsledky pro budoucí události čtrnáctého století, jako je Černá smrt, kdy byla znovu zasažena již předtím hladem oslabená populace.